# Asbury (Missouri)
Asbury – miasto w Stanach Zjednoczonych,  w południowo-zachodniej części stanu Missouri, w hrabstwie Jasper. Liczba mieszkańców w 2000 roku wynosiła 218.